# Osttimoresisch-slowenische Beziehungen
Die osttimoresisch-slowenischen Beziehungen beschreiben das zwischenstaatliche Verhältnis von Osttimor und Slowenien.

## Geschichte
Osttimor und Slowenien nahmen am 3. April 2003 diplomatische Beziehungen auf. Slowenien beteiligte sich mit Personal an der Unterstützungsmission der Vereinten Nationen in Osttimor (UNMISET).

## Diplomatie

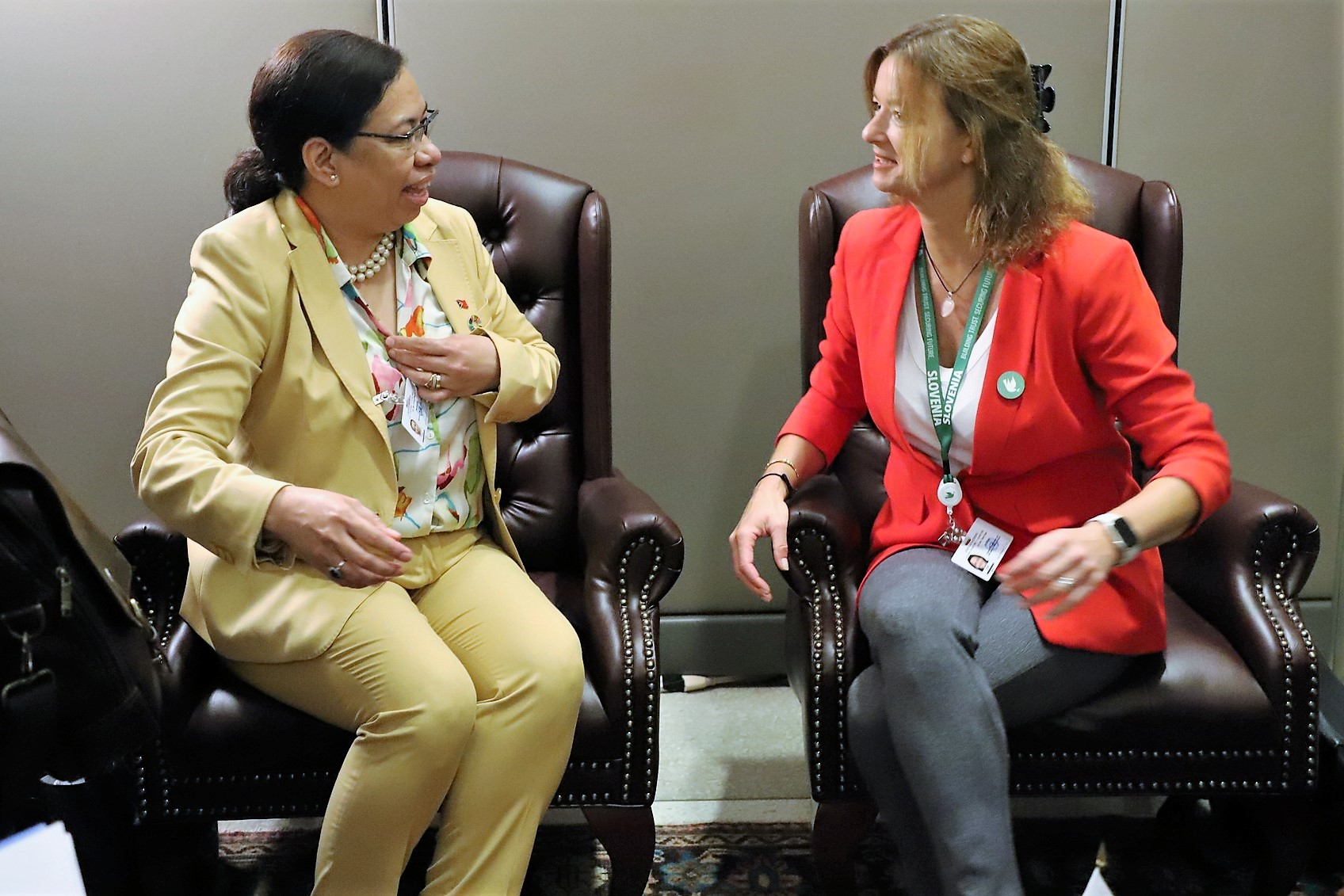
Die Außenministerinnen Adaljíza Magno und Tanja Fajon (2022)

Die beiden Staaten verfügen über keine diplomatische Vertretungen im jeweils anderen Land. Osttimor hat eine Botschaft im belgischen Brüssel und Slowenien eine im australischen Canberra.

## Wirtschaft
Für 2018 gibt das Statistische Amt Osttimors keine Handelsbeziehungen zwischen Osttimor und Slowenien an.

## Einreisebestimmungen
Für Osttimoresen gilt in Slowenien als Schengenland Visafreiheit.